# Shen Congwen
Shen Congwen, född 28 december 1902 i Fenghuang, Hunan, död 10 maj 1988 i Peking, pseudonym för Shen Yuehuan, kinesisk författare. Shen anses vara en av de absolut främsta kinesiska författarna under 1900-talet. Han var aktuell som mottagare av Nobelpriset i litteratur 1988, men avled under året.

## Biografi och författarskap
Shen föddes i västra Hunan-provinsen i sydvästra Kina, där många olika folkslag bor, och kom från en familj som hade blandad härkomst från hankineser, miao- och tujia-folken.
Eftersom Shen inte hade någon möjlighet att studera vidare i sin hemtrakt tog han värvning i armén. I de självbiografiska berättelserna Min uppfostran och Självbiografi (som båda ingår i Stillhet och rörelse) skildrar han sina upplevelser av makabra våldsdåd, tortyr och avrättningar under denna tid med en objektiv ironisk realism. 
1923 lämnade Shen armén och begav sig till Peking. Som autodidakt från landsbygden med blandad etnisk härkomst fanns det små möjligheter att slå sig fram i Peking. Men han fick inflytelserika vänner som Yu Dafu och Ding Ling och började skriva i olika tidskrifter. Shen lyckades så småningom bryta motståndet från det litterära och akademiska etablissemanget. I början av 1930-talet utnämndes han till professor i kinesisk litteratur i Qingdao och uppehöll senare professurer vid olika universitet. 
Shens skönlitterära produktion omfattar ett fyrtiotal romaner och flera hundra noveller. Han började skriva om lantlivet i västra Hunan i mitten av 1920-talet. Det genomgående temat i hans författarskap är skildringar av enkla, hederliga och troskyldiga landsbor vars oskuldsfullhet, spontanitet och sinnlighet hyllas som en förebildlig kontrast mot den moderna civilisationen. Hans verk visar en påverkan från den muntliga berättartraditionen men rymmer också moderna företeelser som inslag av inre monolog. Shens skildringar av hembygden övergick efterhand i en allt mer lyrisk prosastil. Kortromanen Gränsland (Biangcheng, 1934) i den senare stilen anses vara hans mästerverk.
Shen skrev från början helt opolitiskt men radikaliserades under 1930-talet. Kommunisternas kulturpolitik och påtryckningar att tjäna den politiska propagandan gjorde dock att han slutade skriva skönlitteratur efter 1949. Efter 1949 publicerade han huvudsakligen lärda verk om kinesisk kulturhistoria.

## Shen Congwen i svensk översättning
- Gränsland. Göran Malmqvists översättning av Biancheng 1934. 1987, ny utgåva 2011. ISBN 978-91-86307-67-7.
- Ensamheten och vattnet. Noveller i urval av Nils Olof Ericsson och Stig Hansén. Askelin & Hägglund, 1988. ISBN 9176841405
- Stillhet och rörelse. Översättning av Göran Malmqvist från kinesiska av förf:s självbiografi och av valda berättelser. ISBN 91-1-881362-3